# Vereinigung der gegenseitigen Bauernhilfe
Vereinigung der gegenseitigen Bauernhilfe (VdgB) var en av massorganisationerna i Östtyskland och samlade landets lantbrukare.
Vereinigung der gegenseitigen Bauernhilfe skapades 1945-1946 som organisation för de östtyska bönderna med starka kopplingar till statspartiet SED. Organisationen var en del av Nationella fronten i Östtyskland och satt i det östtyska parlamentet Volkskammer 1950-1963 och åter från 1986. 1989 hade organisationen 632 000 medlemmar. 